# Neve Yaakov
Neve Yaakov ou Neve Ya'aqov, (en hébreu : נווה יעקב) (traduction : l'Oasis de Jacob) est ) est une colonie israélienne,,, illégale au regard du droit international, située à Jérusalem-Est, qui fait partie des territoires palestiniens occupés par Israël. Elle se trouve au sud de la localité palestinienne d’al-Ram et au nord de la colonie de Pisgat Ze’ev. Elle est desservie depuis le 27 février 2025 par le tramway.  
La population de Neve Yaakov est de 23 300 habitants. Neve Yaakov est l’une des colonies du "Ring de Jérusalem" ("anneau de Jérusalem").  

## Histoire

### Palestine mandataire
Neve Yaakov voit le jour en 1924 à la suite de l'achat d'une parcelle de 65 dunams à des habitants palestiniens arabes du village de Beit Hanina par des membres du mouvement sioniste religieux américain Mizrahi[réf. souhaitée]. Le village prend le nom du fondateur du mouvement, le rabbin Yitzchak Yaacov Reines. Situé à une heure de marche de la vieille ville, il compte environ 150 familles. Pendant des années, la coexistence est pacifique avec les villageois arabes environnants, auprès desquels les habitants s'approvisionnaient notamment en légumes, fruits et œufs. Durant les émeutes de 1929 en Palestine mandataire, des familles de Neve Yaakov ont dû retourner dans la vieille ville de Jérusalem à la suite des attaques dont elles ont été l'objet.[réf. souhaitée]
Selon un recensement datant de 1931, Neve Yaakov compte alors une centaine d'habitants. 

### Israël
Le village est abandonné durant la guerre israélo-arabe de 1948, tout comme le village d'Atarot  La région est alors occupée par la Jordanie, jusqu'à la guerre des Six Jours, en juin 1967.
À la suite de la guerre de 1967, l'armée israélienne s'empare de Jérusalem-Est. S'ensuit une occupation qui perdure depuis depuis cette date, au cours de laquelle l'Etat hébreu exproprie des terres palestiniennes et étend la colonie.

#### Expropriation de terres palestiniennes
Les expropriations qui ont permis l'édification de Neve Yaakov datent d'avril 1968 pour la première - 765 dunums sont alors expropriés - ; et d'avril 1970 pour la seconde -  expropriation de 470 dunums. Les terres saisies en août 1970 étaient celles du village palestinien Beit Hanina.

#### Colonisation israélienne
En 1972, un quartier résidentiel est érigé à l'emplacement de l'ancien village, avec 4900 appartements, construits dans des tours. Le développement de Neve Yaakov s'inscrit dans une stratégie d'encerclement du village palestinien de Hizma, avec l'édification de colonies israéliennes voisines comme Pisgat Ze'ev. 
Les premiers colons sont des immigrés d'origines diverses, notamment géorgienne, française, et iranienne. En 1990, deux grandes vagues d'immigration en provenance de Russie et d'Éthiopie viennent s'ajouter à la population de colons existante. En 1982, un nouveau quartier, Kiryat Kaminetz, est établi à l'est de Neve Yaakov. S'y installent principalement des colons ultra-orthodoxes (Haredim en hébreu)
Selon la municipalité de Jerusalem, Neve Yakov compte en 2016 une population de 24 225 habitants. 66 % d'entre eux ont moins de 40 ans. Neve Yaakov possède la plus forte concentration de crèches de Jérusalem.[réf. nécessaire]. La colonie est également le lieu où se trouve le commandement central de Tsahal pour la Cisjordanie, Jérusalem, Sharon, le Gush Dan et Shephelah.
Les colonies israéliennes à Jérusalem-Est sont illégales au regard du droit international ; le gouvernement israélien s'oppose en cela à la communauté internationale et définit la colonie comme un quartier relevant de la juridiction de la municipalité de Jérusalem.

#### Annexion
L'annexion de Jérusalem-Est en 1980 par Israël n'est pas reconnue par la communauté internationale,,. 

## Liens
- Go Jerusalem.com Guide de Neve Yaakov, Jerusalem, Israel
- Photos de Neve Yaakov, Jerusalem, Israel